# Dom van Skara
De Dom van Skara (Zweeds: Skara domkyrka) is zowel een parochiekerk als de episcopale kerk van het bisdom Skara in Zweden. De kerk werd gewijd aan de heilige maagd Maria.

## Geschiedenis
Het bisdom is het oudste bisdom van Zweden en werd in 1014 onder Olof Schatkoning opgericht. Dankzij de geografische ligging kreeg Västergötland vroegtijdig contact met missionarissen, voornamelijk uit Engeland. De huidige gotische kerk stamt oorspronkelijk uit de 12e eeuw en werd van zandsteen uit de omgeving opgetrokken. Ondanks herhaalde beschadigingen door onder meer de oorlogen met Denemarken en brand in de 18e eeuw heeft de dom nog veel van de oude middeleeuwse structuur weten te bewaren. Bij de restauratie van de dom in de jaren 1947-1948 werd een goed bewaarde crypte uit de 11e eeuw blootgelegd en bij de renovatie in 1999 vond men steenresten, die men op een nog hogere leeftijd dateert. Toch is het huidige aanzien van de kerk het resultaat van een ingrijpende renovatie door de architect Helgo Zettervall en diens visie op gotiek in de jaren 1886-1894. Na een brand in de jaren 1940 werd de domkerk opnieuw gerenoveerd. 
De kerk is 65 meter lang en beide torens zijn 63 meter hoog.

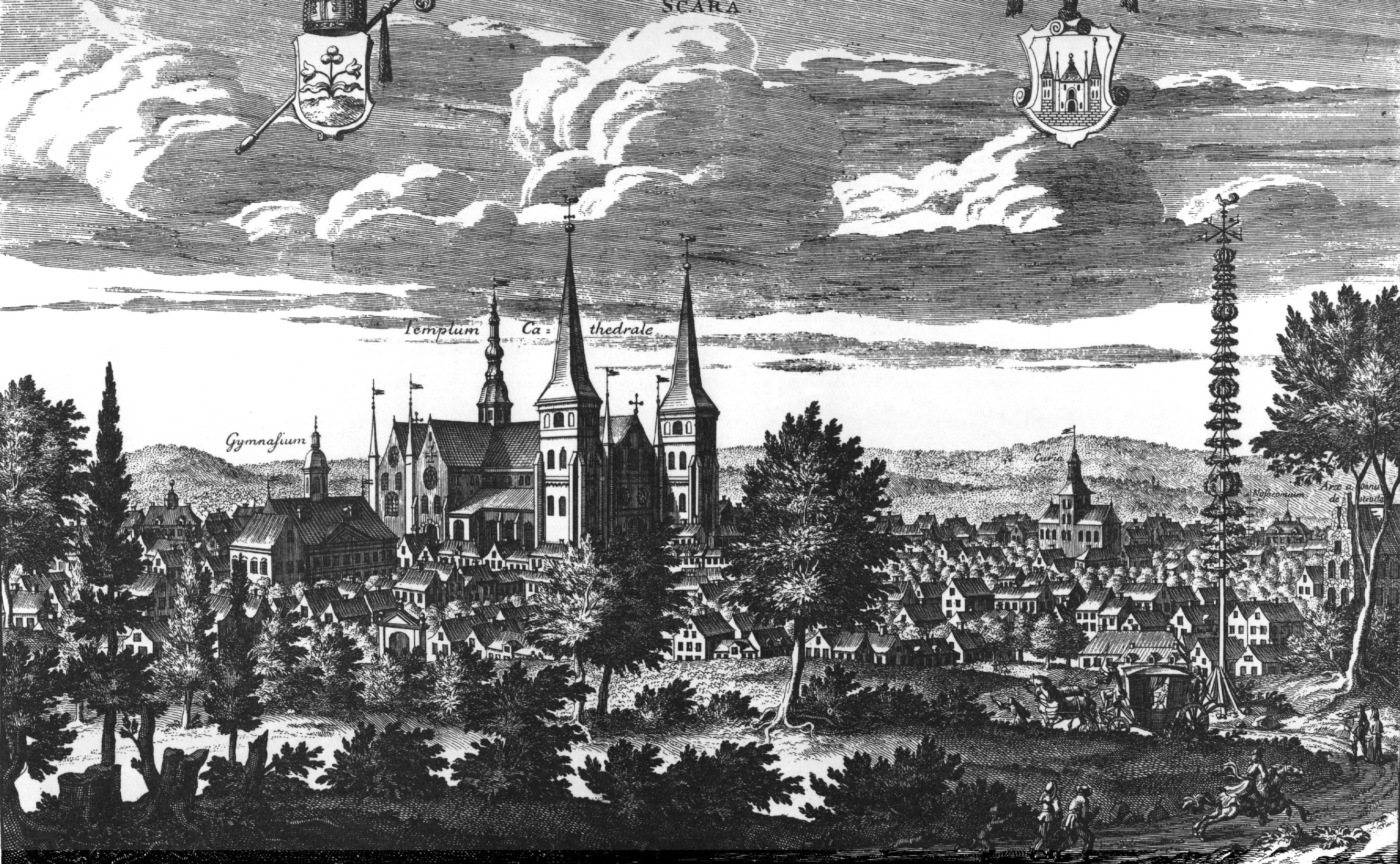
De kerk circa 1690-1710
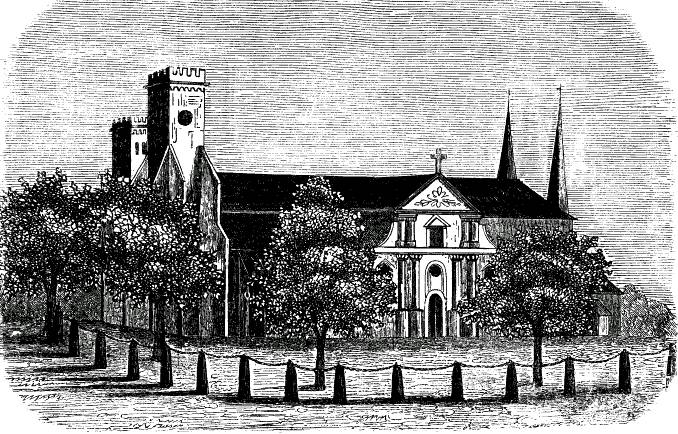
De domkerk in 1864

## Inrichting
De 37 gebrandschilderde ramen zijn gedurende de jaren 1945-1976 gemaakt door de kunstenaar Bo Beskow in samenwerking met de glasmeester Gustav Ringström. De motieven zijn meestal bijbels, maar ook de Zweedse heiligen Birgitta en Helena worden afgebeeld. Van het middeleeuwse ramenbestand is niets bewaard gebleven.
Het praalgraf van witte albast en zwart marmer voor de Zweedse kolonel Erik Soop werd in 1637 in Amsterdam door Pieter de Keyser voltooid. Bij het graf staan de beelden van Minerva, godin van kennis en Mars, de oorlogsgod.
Aan de romaanse kerk herinneren vier romaanse stenen met reliëfs uit de 12e eeuw. De reliëfs stellen de verbanning van Adam en Eva uit het paradijs voor, het feest van Herodes en paus Gregorius die woorden van wijsheid krijgt ingefluisterd door de Heilige Geest in de vorm van een witte duif. Het vierde reliëf is te beschadigd om te kunnen zien wat het voorstelt.
De kerk bezit bovendien nog veel liturgisch vaatwerk en waardevol kerktextiel. Tot de kerkschatten behoort o.a. een gouden kelk versierd met glazuur en 60 diamanten. De kelk komt uit een testamentaire schenking van Erik Soop, werd gemaakt in Amsterdam en weegt 772 gram. Opmerkelijk is ook de Adalvartskelk die ooit behoorde tot de in 1064 overleden bisschop Adalvard, het waarschijnlijk in Parijs gemaakte kazuifel van bisschop Brynolf Algotsson (1278-1317) en een missaal, het oudst geschreven boek van Zweden.

## Orgel
De domkerk vervoegt over een hoofdorgel en een koororgel. Het hoofdorgel werd in 1964 door de Deense orgelbouwer Poul-Gerhard Andersens uit Kopenhagen gebouwd. Het instrument bezit 46 registers verdeeld over drie manualen en pedaal. De speeltracturen zijn mechanisch, de registertracturen elektrisch. 